# Püssi
Püssi är en stad i Lüganuse kommun i landskapet Ida-Virumaa i Estland.

## Historia
Püssi nämndes första gången 1472 som Püssz. Ortens uppsving kom med invigningen av järnvägen mellan Sankt Petersburg och Paldiski 1870. Staden fick stadsrättigheter 1993.